# Hôtel de ville de Lugano
 (juillet 2025).
L'hôtel de ville de Lugano (en italien : Palazzo Civico di Lugano) est un bâtiment historique siège de la commune tessinoise de Lugano, en Suisse.

## Histoire

### Planification
Le bâtiment actuel repose sur les fondations d'un ancien palais épiscopal du Moyen Âge du diocèse de Côme, où se trouve également l'église de l'Immaculata al Sole. Ces bâtiments sont détruits en 1842 et 1843 respectivement.
La décision de construire le bâtiment est prise par le Conseil communal (le législatif de la ville) le 27 décembre 1841. Initialement, il a pour vocation d'abriter le siège du gouvernement, alors itinérant (alternant tous les six ans entre Lugano, Bellinzone et Locarno). Les frais de construction sont mis à la charge des contribuables de la ville ; le fronton face nord (place de la Réforme) porte pour cela l'inscription « Aere civium conditum anno MDCCCXXXXIV » (« fabriqué avec les deniers des citoyens en 1844 »).
La municipalité (l'exécutif de la ville) supervise les travaux et délègue la tâche à une commission composée du syndic Giacomo Luvini-Perseghini et des membres de l'exécutif communal Antonio Airoldi, Carlo Morosini et Giacomo Bianchi. Elle organise un concours public ; à la fin décembre 1842, quatorze projets sont exposés au public. La commission charge un jury composé des architectes milanais Giulio Aluisetti (it), Gioachino Crivelli, Giacomo Moraglia (it) et des tessinois Biagio Magistretti et Domenico Gilardi. Bien que le jury ait proposé une liste de projets préférés à la municipalité, cette dernière décide d’accélérer le projet et confie le projet à Moraglia en mai 1843, alors qu'il est membre du jury. Déjà connu au Tessin pour avoir dressé les plans du Théâtre social de Bellinzone (it), le Milanais est un des architectes en vue à l'époque en ce qui concerne le style néoclassique.

### Construction
La construction débute en 1843 et se termine en 1844. L'iconographie de la façade est décidée par Moraglia. Les sculptures sont réalisées par Francesco Somaini, originaire de Maroggia, et les reliefs par Lorenzo Vela (it).

### Affectation
Entre 1851 et 1863 de même qu'entre 1869 et 1890, le bâtiment fait office d'hôtel, en premier pour l'Albergo del Lago, puis pour l'hôtel Washington.
Le bâtiment est inscrit comme bien culturel suisse d'importance nationale.

## Description
Le bâtiment se situe sur la place de la Réforme (en italien : Piazza della Riforma), au centre de la ville. À plan quadrangulaire, il se développe autour d'une cour intérieure. Il constitue un élément architectural central de la ville.
Il présente un style néoclassique.

### Extérieur
La façade nord comporte un fronton, doté de la première horloge publique de la ville. Il est surmonté de quatre figures et des armoiries de la ville de Lugano. Les armoiries sont ornementées par le chapeau de Guillaume Tell et entourées par divers objets militaires. De part et d'autre des armoiries se trouvent les personnifications de la Concorde et de la Force, cette dernière caressant un lion. Détachées des armoiries se dressent deux statues en pied, l'une à gauche représentant la Religion (portant une couronne à sept rayons et tenant un orbe crucigère), l'autre la Liberté (ayant à ses pieds un joug brisé et s'appuyant sur une lance avec une corne d'abondance).
Deux statues se situent dans des niches à l'étage noble. À gauche, l'Autorité législative (le Grand Conseil) porte le livre de la Loi et s’appuie sur les armoiries cantonales. À droite, l'Autorité exécutive (le Conseil d'État), tenant le parchemin de la Constitution cantonale. Les deux sont taillées dans la pierre de Breno. Au dessus de ces deux statues se trouvent deux bas-reliefs représentant les Beaux-Arts et le Commerce.

### Cour intérieure
Dans le vestibule entre l'entrée et la cour se dressent quatre statues représentant des personnalités du canton. Il s'agit, à gauche, du sculpteur Giocondo Albertolli (réalisée par Giovanni Labus) et de l'évêque Giuseppe Maria Luvini (par Vincenzo Vela) ; et à droite, du philosophe Francesco Soave (par Giovanni Pandiani (it)) et de l'architecte Domenico Fontana (par Antonio Galli). Elles sont toutes taillées dans la pierre de Viggiù.

### Intérieur
Une nouvelle sculpture à l'honneur de l'architecte tessinois Luigi Canonica (it) (par Raffaele Monti) est installée en 1846 dans l'escalier montant à l'étage supérieur. Une fresque de Pietro Chiesa est dédicacée aux Maestri campionesi et au sculpteur italo-tessinois Stefano Maderno en 1938. Ces deux œuvres veulent souligner que le Tessin serait une « terre d'artistes », une rhétorique identitaire promue par le canton depuis sa création en 1803. Giacomo Luvini-Perseghini, syndic de Lugano et instigateur de la réforme constitutionnelle tessinoise de 1830, est la première personnalité politique qui fait l'objet d'une œuvre d'art dans l'hôtel de ville.